# Лорънс Дърел
Ло̀рънс Джо̀рдж Дъ̀рел (на английски: Lawrence George Durrell) е англо-ирландски поет и писател – романист, драматург, есеист.
Известен е най-вече с тетралогията „Александрийски квартет“ (1957 – 1960), хроника на живота на множество различни герои непосредствено преди и по време на Втората световна война. Има малко автори, които са оставили такава незаличима следа в литературата на XX век като Лорънс Дърел. Макар да е сочен често за потенциален Нобелов лауреат, той не получава наградата.

## Биография
Лорънс Дърел е роден на 27 февруари 1912 г. в Джаландхар, Индия, „в подножието на Хималаите“, както ще заяви по-късно – по-скоро поетично свидетелство, отколкото географски факт. Баща му Самюел Дърел е британски строителен инженер, а майка му Луиза (Дикси) Дърел е от чисто ирландско протестантско потекло. И двамата родители на Дърел са родени в Британска Индия.
На 12-годишна възраст Лорънс заминава за Англия, където през 1928 г. завършва средното си образование с не много висок успех. Неколкократно се проваля на приемните изпити за известния Кеймбриджки университет. За известно време е пианист в джаз-клуб в Лондон. През този период среща Нанси Майърс – първата си жена. През 1930 г. отива в Париж, където започва кариерата му на писател. Там се сприятелява с разни писатели, сред които е Хенри Милър, станал негов наставник. Двамата поддържат кореспонденция в продължение на повече от 45 години.
През 1935 г. Дърел се премества на остров Корфу, където се е установила майка му. Няколко от неговите творби, писани по-късно, са свързани със средиземноморските страни. Неговият брат Джералд Даръл описва живота там в книгата си „Моето семейство и други животни“ (1956) и други книги. В периода между 1934 и 1940 г. Лорънс Дърел редактира малкото списание „Бустър“ (Booster), което по-късно е преименувано на „Делта“. Първият роман на Дърел, който заслужава внимание, е „Черната книга: едно състезание“ (The Black Book: An Agon), публикуван в Париж през 1938 г. Това е леко порнографска фантастика, силно повлияна от Хенри Милър. Във Великобритания този роман е издаден едва през 1973 г. В него се разказва как главният герой Лорънс Лусифър се бори да избяга от духовната стерилност на умираща Англия и открива топлината и плодовитостта на Гърция.
През Втората световна война Дърел работи като пресаташе в британските дипломатически мисии в Кайро и Александрия от 1941 до 1944 г. След войната заема дипломатически и преподавателски длъжности. Работи на Родос, в Белград и се установява на Кипър през 1953 г. През 1947 и 1948 г. е директор на Института на Британския съвет в Аржентина. Наблюденията върху дипломатическия живот в Британската легация в Белград, където работи от 1949 до 1952 г., дават материал за романа му „Бели орли над Сърбия“ (1957), който му донася значителен успех. В него се разказва за полковник Метуен от Отдел Q за специални операции, който изпълнява мисия пеш от Белград до Солун, като минава през планините, чието описание представлява неотделима част от романа.
„Горите бяха застлани с килим от цветя, сладко ухаещ конски босилек, здравец и различни папрати. Тук-там алени точки му показваха къде растат диви ягоди; в тези свежозелени гори боровете и буковете ставаха все по-високи, като той пресметна, че около полянките, през които минаваше, растяха дървета с височина почти трийсет метра. Той не можеше да не сравни цялото това място и красота с неумолимата задача, която трябваше да изпълни и която можеше да го отведе до неочаквана смърт.“ („Бели орли над Сърбия“)
През 1953 г. Дърел напуска дипломатическата служба и се премества на о. Кипър, но от 1954 до 1956 г. отново се връща към нея, поради кипърската революция, като директор на Отдел „Връзки с обществеността“ на британското правителство. Накрая той се установява в Прованс, Франция, където остава до края на живота си.
Сред по-късните му книги са: „Жюстин“ (1957), в която емоционалната и сексуална необузданост на Жюстин подклажда силно експлозивна атмосфера, „Балтазар“ (1958), „Маунтолив“ (1959) и „Клия“ (1960), които заедно образуват тетралогията „Александрийски квартет“, озаглавена „Книга на мъртвите“. И в четирите части на произведението кулминационната точка е смъртта. Действието се развива в Александрия в периода непосредствено преди и през Втората световна война, като първите три части обхващат почти един и същ период, докато в „Клия“ действието се развива по-късно. Главни герои са Л. Дж. Дарли, от чието име се води разказът, и неговата гръцка метреса Мелиса, британският посланик Маунтолив, агентът от британското разузнаване Пърсуордън, изразител на художествената визия на Даръл, въпреки че съмнителната му смърт е още в „Жюстин“, художничката Клия, както и Жюстин и богатият ѝ съпруг Несим, който е от коптски произход. Всички те са свързани помежду си в мрежата на политическа и сексуална интрига: всеки роман разкрива различни аспекти на истината. На гледната точка на Дарли от „Жюстин“ се противопоставят други в „Балтазар“, в „Маунтолив“ се дават фактите, а „Клия“ отразява авторското пътуване към себепознанието. Общоприетите правила за главни и второстепенни герои, основен сюжет и подсюжет са отречени. Множество герои изчезват, след което се появяват отново, но променени. За тетралогията „Александрийски квартет“ се казва, че преоткрива модерния роман. Самият древен град е петият главен герой – град на познание, книги и истории. Книгите печелят възторжено одобрение от критиката, но филмът по тетралогията е пълен провал. Даръл се опитва да повтори успеха си с пенталогията „Авиньон“: „Мосю, или Принцът на мрака“ (1974), „Ливия, или Погребан жив“ (1978), „Констанс, или Самотни интриги“ (1982), „Себастиан, или Водещи страсти“ (1983). Въпреки че тези творби имат твърде общо с тетралогията, пенталогията „Авиньон“ не успява да надмине по продажби своя предшественик.
Дърел пише още и няколко книги с пътеписи, мемоари и есета („Горчивите лимони на Кипър“ (1957), „Гръцките острови“ (1979) и др.), хумористични къси разкази („Разказите на Антробус“ (1957 – 1985) и др.), пиеси („Сафо: пиеса в стихове“ (1960), „Ирландски Фауст“ (1963) и „Акте“ (1966)) и стихотворения („Събрани стихове“ (1960, 1968, 1980)).
Лорънс Дърел умира от сърдечен удар в дома си в Сомиер, на 7 ноември 1990 г.

## Семейство
Дърел се жени четири пъти: през 1935 г. за Нанси Майърс (развеждат се през 1947 г.), след това за Ивет Коен; третият му брак е с французойката Клод през 1961 г., която умира през 1967, а през 1973 г. се жени за Гислен дьо Боасон (развеждат се през 1979 г.). Има по две дъщери от първите си два брака. Втората му дъщеря, Сафо, се самоубива през 1985, като оставя писмо с безпочвени обвинения срещу баща си.

## Произведения

### Самостоятелни романи
- Pied Piper of Lovers (1935)
- Panic Spring (1937) – като Чарлз Норден
- The Black Book (1938)
- The Dark Labyrinth (1947)
- White Eagles Over Serbia (1957)
- Pope Joan (1971)
- Judith (2012)

### Серия „Александрийски квартет“ (Alexandria Quartet)
1. Justine (1957)
Жюстин, изд.: ИК „Кръгозор“, София (2010), прев. Иглика Василева
2. Balthazar (1958)
Балтазар, изд.: ИК „Кръгозор“, София (2010), прев. Иглика Василева
3. Mountolive (1958)
Маунтолив, изд.: ИК „Кръгозор“, София (2010), прев. Иглика Василева
4. Clea (1960)
Клия, изд.: ИК „Кръгозор“, София (2010), прев. Иглика Василева

### Серия „Бунтът на Афродита“ (Revolt of Aphrodite)
1. Tunc (1968)
2. Nunquam (1970)

### Серия „Авиньонски квинтет“ (Avignon Quintet)
1. Monsieur (1974)
2. Livia (1978)
3. Constance (1982)
4. Sebastian (1983)
5. Quinx (1985)

### Сборници
- Selected Poems: 1953 – 63 (1964) – поезия
- Sauve Qui Peut (1973)
- The Best of Antrobus (1974)
- Collected Poems: 1931 – 1974 (1980) – поезия
- Stiff Upper Lip (1983)
- Selected Poems of Lawrence Durrell (2006) – поезия
- Esprit de Corps (2012)

### Документалистика
- Prospero's Cell (1945)
Пещерата на Просперо, прев. Иглика Василева, изд.: ИК „Прозорец“, София, 2018
- Reflections on a Marine Venus (1953)
- Bitter Lemons of Cyprus (1957)
Горчивите лимони на Кипър, прев. Калоян Игнатовски, ИК „Прозорец“, София, 2019
- The Big Supposer (1973)
- Blue Thirst (1975)
- Sicilian Carousel (1977)
- The Greek Islands (1978)
- A Smile in the Mind's Eye (1980)
- Literary Lifelines (1981) (with Richard Aldington)
- Caesar's Vast Ghost (1990)
- Provence (1994)
- Spirit of Place (2012)